# Sint-Ermelindiskerk (Meldert)

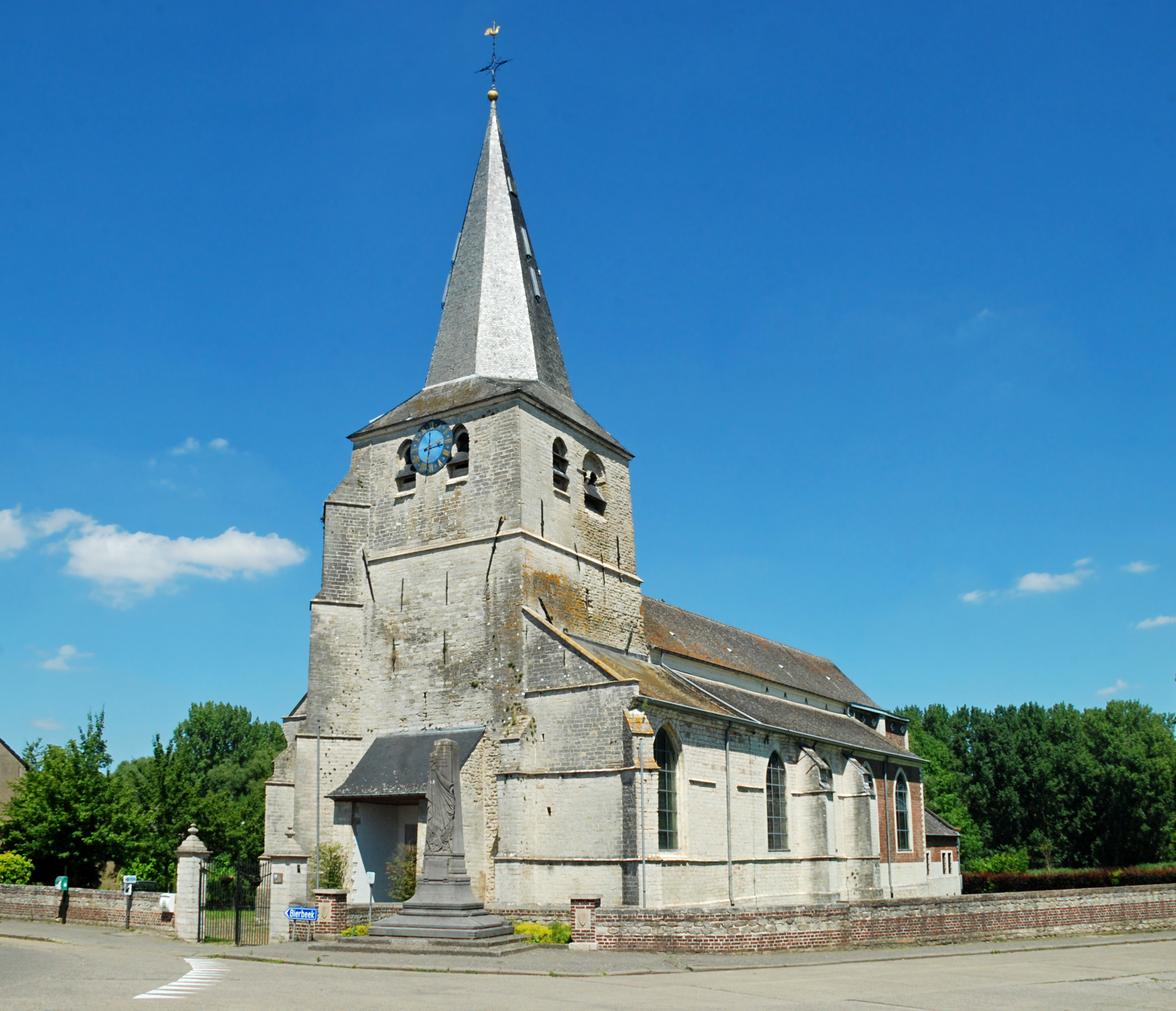
Sint-Ermelindiskerk

De Sint-Ermelindiskerk is de parochiekerk van de tot de Vlaams-Brabantse gemeente Hoegaarden behorende plaats Meldert, gelegen aan de Sint-Ermelindisstraat.

## Geschiedenis
Deze kerk was oorspronkelijk gewijd aan Sint-Bartolomeüs, aangezien het kapittel van de Sint-Bartolomeüskerk te Luik het patronaatsrecht van de kerk bezat. In 1801 werd de kerk gewijd aan Sint-Ermelindis, waaromtrent een belangrijke devotie bestond.
De toren heeft een romaanse kern, maar in 1559 was deze in slechte staat en in 1621 werd hij hersteld. De twee westelijke traveeën van de middenbeuk zijn van 1372, de twee oostelijke werden gebouwd in 1779-1781. De westelijke twee traveeën van de zijbeuken zijn van omstreeks 1600 en de twee oostelijke eveneens van 1779-1781. Het koor is van 1780. De kerk werd gerestaureerd in 2008.

## Gebouw
De toren, uit de 1e helft van de 13e eeuw, is gebouwd in witte zandsteen. Tijdens de herstelling in de 17e eeuw werd de buitenbekleding vernieuwd. De achtkante torenspits is van omstreeks 1700.

## Interieur
Het interieur is versierd met stucwerk in classicistische trant. Onder de toren bevindt zich een gotosche grafsteen van Eibert van Meldert, gestorven in 1484. Ook is er een 17e-eeuws marmeren mausoleum met gisanten van Jacobus d'Oyembrugghe de Duras en Anna de Berlo, gestorven in respectievelijk 1651 en 1639.
Het orgel, van omstreeks 1835, wordt toegeschreven aan Charles Rifflart. Het werd sterk gewijzigd in 1894.